# Vũ Thu Phương
Vũ Thu Phương (tên đầy đủ: Vũ Thị Thu Phương, sinh 8 tháng 10 năm 1985 tại Nam Định) là một siêu mẫu, doanh nhân, nhà thiết kế thời trang và diễn viên điện ảnh người Việt Nam. Cô hiện là đại diện của hãng phim The Weinstein Company của Mỹ tại Việt Nam..

## Tiểu sử
Vũ Thu Phương sinh ra và lớn lên ở Nam Định và sống ở Nam Định trong 12 năm đầu đời. 
Năm 1997, gia đình Vũ Thu Phương chuyển từ Nam Định vào Thành phố Hồ Chí Minh sinh sống. Cô có một người cháu là Vũ Thảo My - quán quân Giọng hát Việt 2013. Năm lớp 11, Thu Phương tình cờ được một người bên công ty quảng cáo mời casting quảng cáo. Thu Phương được trúng tuyển và công ty quảng cáo mời cô làm việc. Năm lớp 12, Thu Phương sinh hoạt lớp người mẫu bên Nhà văn hóa Lao động .Cô từng là á hậu 1 hoa hậu hậu đại dương 2027. Lại đúng dịp Đài Truyền hình Thành phố Hồ Chí Minh (HTV) cần tuyển 9 người mẫu cho chương trình Thời trang và cuộc sống, Thu Phương cùng 8 người khác đã được chọn.
Năm 2008, trên mạng xuất hiện thông tin tình cảm của cô với ca sĩ Tuấn Hưng. Cuối năm 2011, cô kết hôn với Trần Thanh Hải, một doanh nhân người Việt lai Campuchia.

## Sự nghiệp

### Phim đã tham gia
- Võ lâm truyền kỳ (2007)[6]
- Chuyện tình công ty quảng cáo (2008)
- Cô nàng bất đắc dĩ (2009)
- Thượng Hải (2010)[7]
- Giao lộ định mệnh - Inferno (2010)[8]
- Hoàng tử ăn mày (2011)
- Khát vọng thượng lưu (2011)

### Giải thưởng
- Giải "Người mẫu xuất sắc" và "Người mẫu tài năng" năm 2008.[9]

## Gia đình
Cô kết hôn với Trần Thanh Hải, một doanh nhân người Việt Nam lai Campuchia (hơn cô 9 tuổi) vào năm 2011 và hiện có 4 người con, trong đó có 2 người con là con riêng của chồng, tất cả đều là con gái. 
Cô là dì ruột của ca sĩ Vũ Thảo My.